# Paquimé
Paquimé es una zona arqueológica de la Cultura de Paquimé, está localizada aproximadamente a 260 km al noroeste de la ciudad  de Chihuahua, México, a medio kilómetro del poblado de Casas Grandes y a 5 kilómetros de la ciudad de Nuevo Casas Grandes. Esta zona arqueológica fue nombrada Patrimonio de la Humanidad por la Unesco en 1998.

## Cultura
Fue un asentamiento prehispánico que influyó en el noroeste de la Sierra Madre Occidental; la mayor parte del oeste de Chihuahua y algunas áreas de los estados de  Sonora, Arizona, Utah, Colorado y México. Los investigadores calculan que la población probablemente llegó a tener unos 3500 habitantes, pero se desconocen su filiación lingüística y étnica.
El sitio es famoso por sus construcciones de adobe y sus puertas en forma de “T”. De su extensión total solo una fracción está cercada y una menor excavada. Sus edificios tienen rasgos de la cultura de Oasis-América y demuestra la destreza de los arquitectos prehispánicos de la región.
En el oeste de esta población hay una hilera de estructuras construidas con relleno y piedra que probablemente estuvieron cubiertas con cal pintada; esos fueron los centros ceremoniales.
Algunos investigadores sostienen que Paquimé tuvo un desarrollo cultural autóctono de la cultura Dulce de Oasis-América. Otros afirman que fue el resultado de la invasión de una élite del altiplano mexicano o México central.
Así se generó un puesto de comercio foráneo dedicado a la producción de plumas de guacamayas, al intercambio de conchas, cerámica, cobre, etcétera.
Los objetos que más distinguen a Paquimé son justamente sus vasijas de barro; a las que se les denomina Olla. Esto, porque más que un artículo de uso simple, como sería un jarro, son ceremoniales o decorativas y por ende sería más apropiado llamarles jarrones. En México, es más usual llamar jarro a una vasija para agua u otra bebida.
Los pobladores de Paquimé dejaron como legado miles de vasijas decoradas en las que plasmaron sus propios rostros, las formas de sus cuerpos, la decoración de los mismos, los animales de su entorno y muchas otras figuras más.
Paquimé alcanzó su máximo desarrollo en entre 1060 y 1340. Durante esa época se construyeron viviendas de varios pisos, las cuales contaba con servicios de drenaje y calefacción.  También se edificaron lugares especiales para adorar a sus dioses y acueductos para abastecerse de agua. 
Hacia 1340, la ciudad de Paquimé inició una etapa de debilitamiento y fue abandonada por sus habitantes. Se desconoce el motivo por el cual la población emigró hacia otros lugares.

## Historia

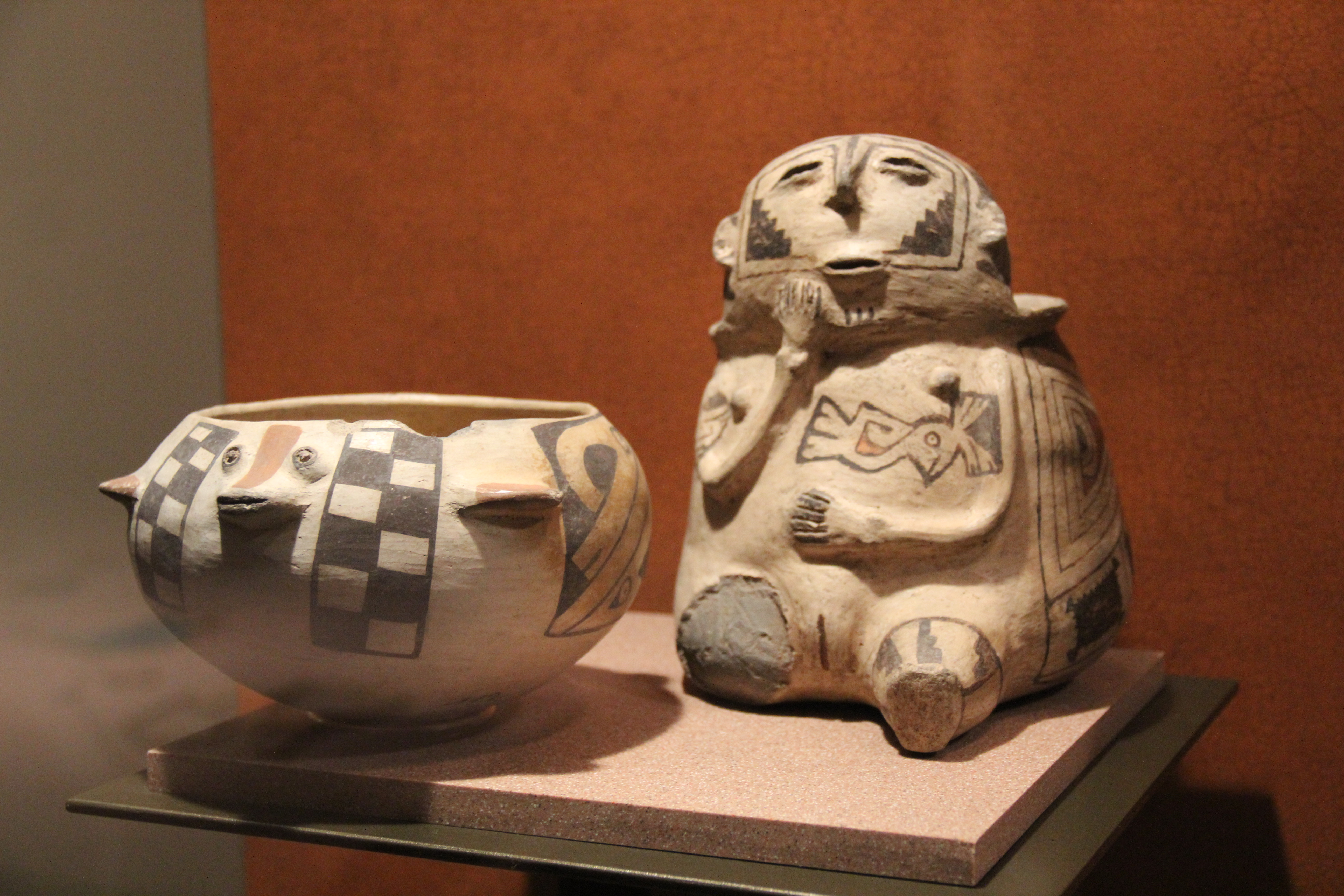
Cerámica de la Cultura Paquime, Galería Norte de México, Museo Nacional de Antropología, Ciudad de México.

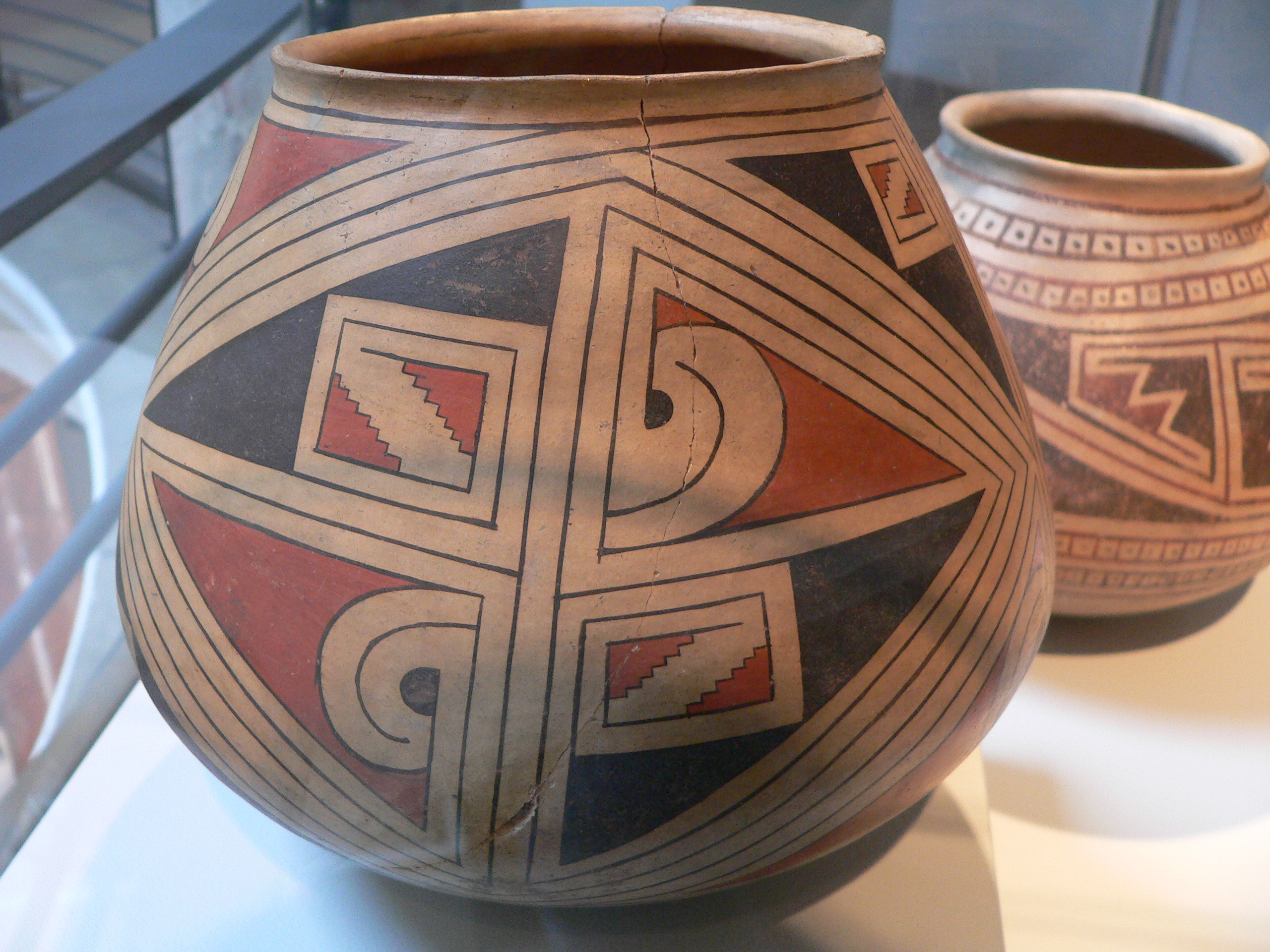
Olla, de la cultura Casas Grandes. Forma parte de la colección del Museo de Stanford (Estados Unidos).

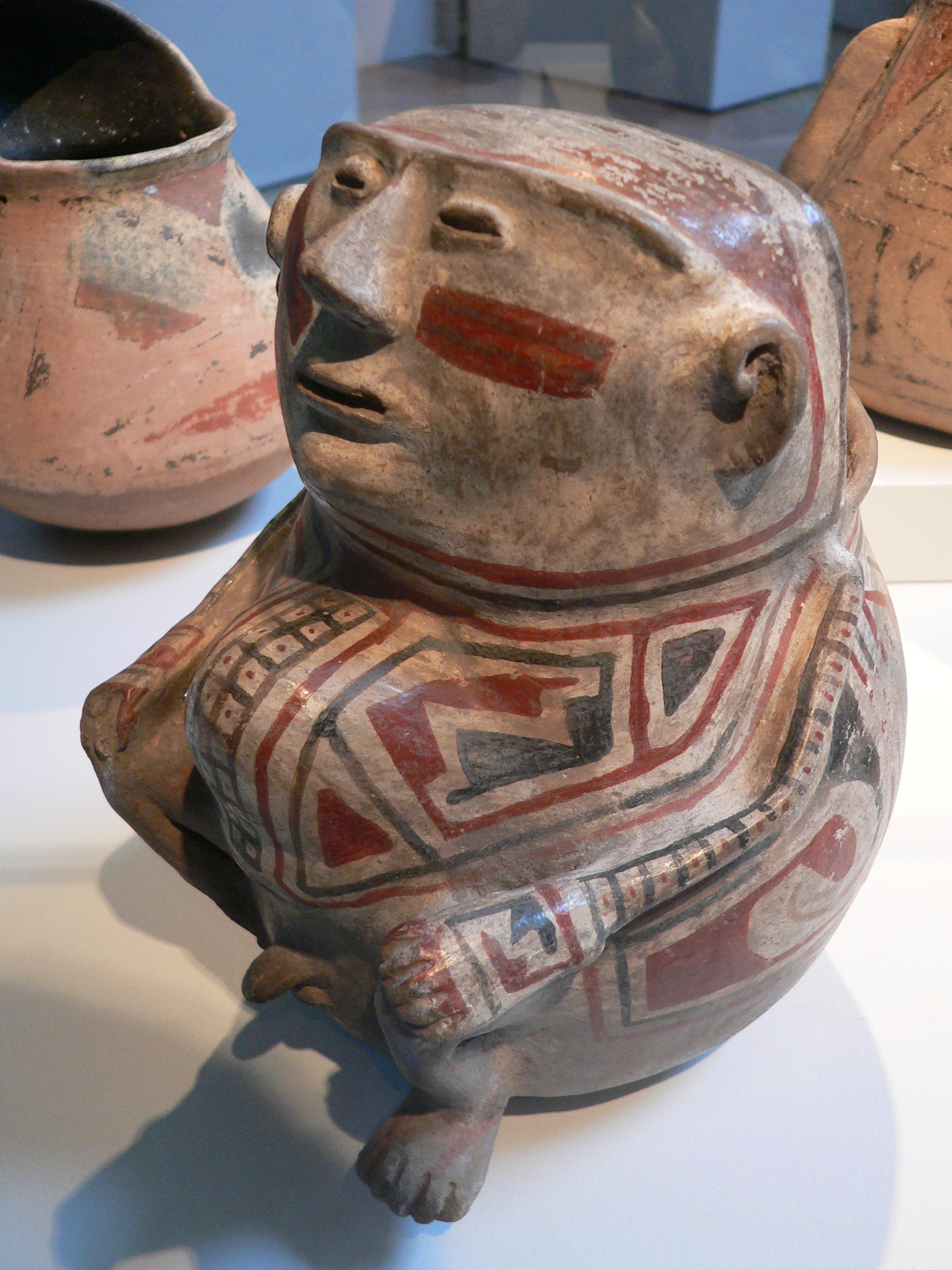
Olla con forma humana, de la cultura Casas Grandes. Forma parte de la colección del Museo de Stanford (Estados Unidos).

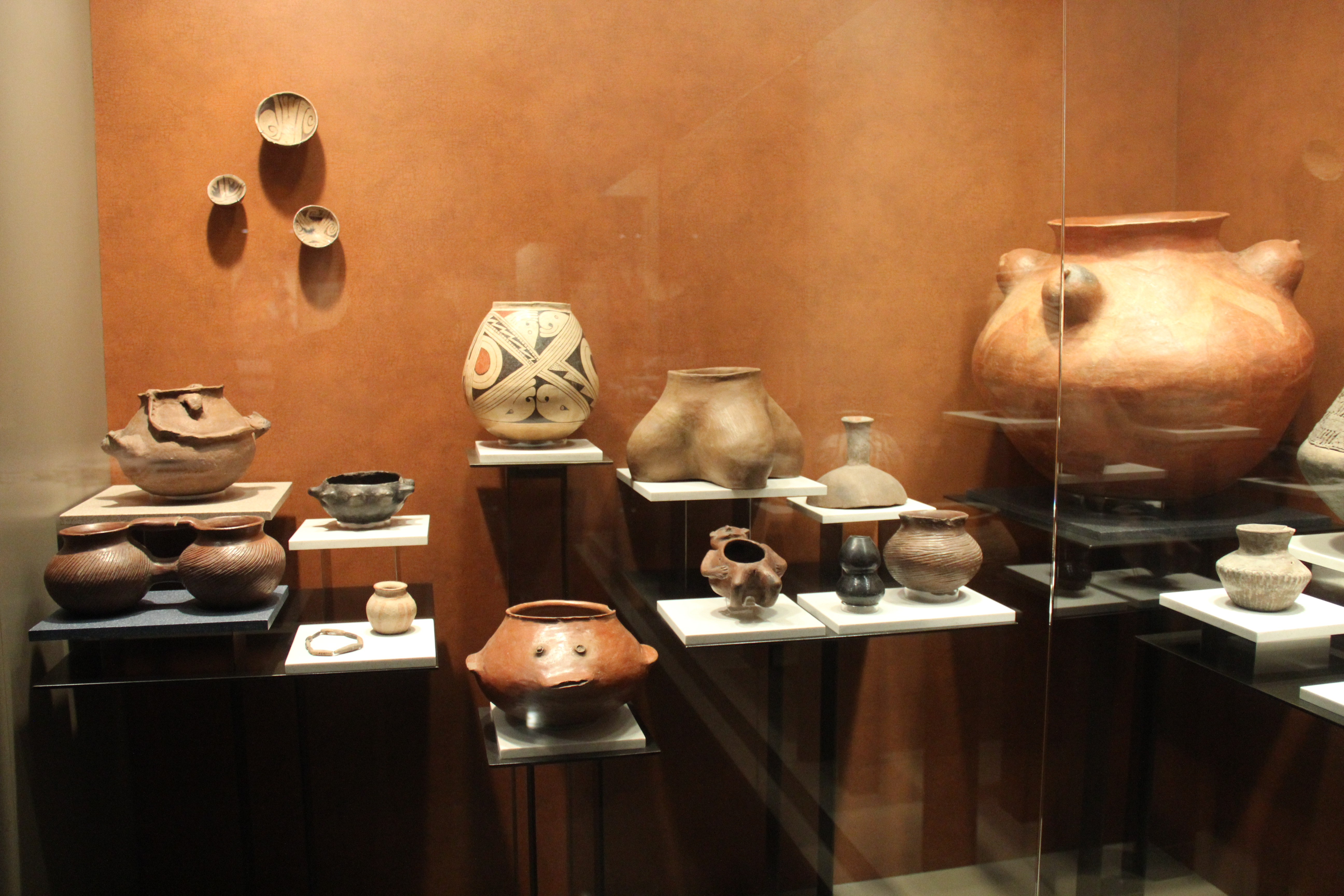
Cerámica de la Cultura Paquime, Galería Norte de México, Museo Nacional de Antropología, Ciudad de México.

Alrededor del año 700 se dio inicio la cultura Paquimé en la región con la introducción de la agricultura y construcción de pequeñas casas de adobe semi subterráneas construidas a la orilla de los ríos Piedras Verdes, San Pedro y San Miguel, dichos ríos forman al unirse el río Casas Grandes.
Charles Di Peso, arqueólogo que ha estudiado la zona, ha propuesto seis etapas que muestran el desarrollo de la cultura.
I.- Horizonte precerámico. Se ignora su inicio y concluyó entre los siglos I y II.
II.- Período de la cerámica sin decoración. Concluyó alrededor del siglo VIII.
III.- Período viejo. Concluyó alrededor del siglo XI. El período viejo se subdivide en: a) Fase Convento. b) Fase Pilón. c) Fase Perros Bravos.
IV.- Período medio. Terminó en el siglo XIV. El período se subdivide en: a) Fase Buena Fe. b) Fase Paquimé. c) Fase Diablo.
V.- Período tardío. De 1340 a 1660. El período se subdivide en: a) Fase Robles. b) Fase de los primeros contactos esporádicos con los españoles.
VI.- Período de los españoles. De 1660 a 1821.
Durante el período viejo se establecieron las primeras aldeas y sus pobladores practicaban la agricultura de temporal además que aprovechaban los escurrimientos de agua de la sierra.
Durante las fases Convento y Pilón inició la construcción de casas circulares construidas por la excavación de un círculo a la profundidad de menos de un metro que servía de base, el área de tales viviendas era de 10 m² aproximadamente y la puerta redondeada, en el centro de la aldea se erigía una vivienda comunitaria de mayor tamaño que las casas familiares.
Durante la fase Perros Bravos aumentó el tamaño de las viviendas, se empezaron a construir pegadas unas a otras y su base dejó de ser circular para adoptar la forma cuadrada. La cerámica decorada se hizo presente en este período, además aparecen pedazos de concha, collares, cuentecitas de turquesa y cobre trabajado.
Durante el período medio se transformó la organización social y el aspecto de la ciudad.
En la fase Buena Fe las casas son de un solo piso, las puertas tienen la forma de T y los techos son de viga.
Durante la fase Paquimé la población alcanza su mayor esplendor, las relaciones comerciales con otras poblaciones aumentan y se construyen montículos ceremoniales. La población está atravesada por un sistema de acequias que le proporcionan agua, se construyó un juego de pelota y dio inicio la construcción de casas de varios pisos, algunas construcciones alcanzaron hasta cuatro niveles.

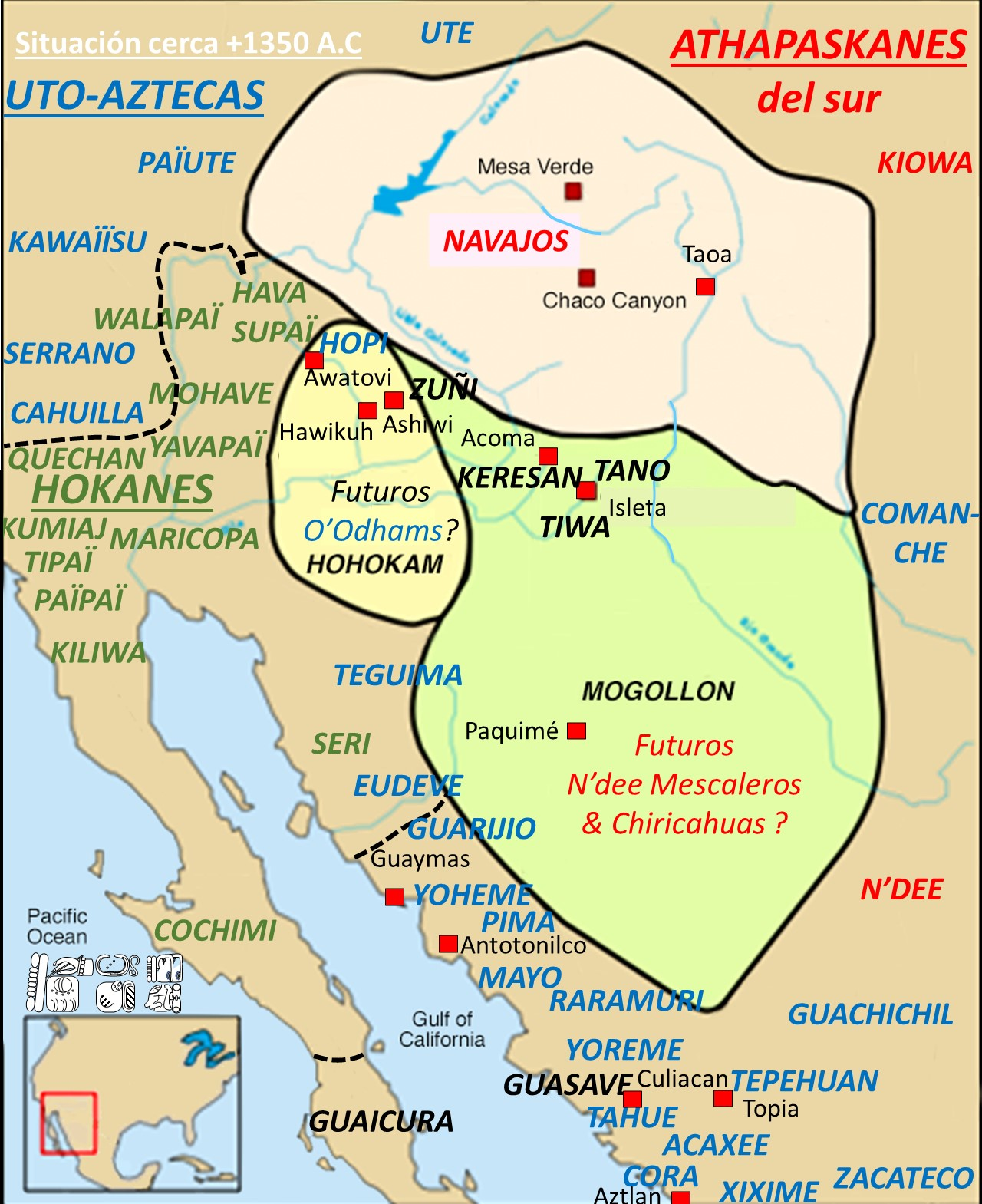
Contexto político del norte de México alrededor de 1350. Presencia de 3 familias lingüísticas alrededor de los 3 reinos determinados por la arqueología. El mapa de las posiciones de 1519 prácticamente permite determinar los grupos que controlaban estas 3 entidades.

Durante la fase Diablo el asentamiento fue abandonado parcialmente e inició la decadencia a causa del hostigamiento de los pueblos enemigos, para 1340 la población sucumbe al asedio enemigo y muchos de sus habitantes fueron asesinados, eso se concluye por la cantidad de restos humanos que en posturas grotescas fueron encontrados.

## Epílogo
Después que Paquimé hubo sido abandonada, pueblos originarios nómadas ocuparon el sitio. Una incipiente cultura del desierto había muerto.
En 1562, el explorador español Francisco de Ibarra señaló que había visitado regiones no exploradas y pobladas por nativos bien vestidos, que vivían en casas de adobe, se dedicaban a la agricultura y contaban con canales de riego y les sobraban alimentos. En 1566 regresó de nuevo a la región y llegó hasta Paquimé o Casas Grandes, población habitada para ese entonces por los nativos sumas, quienes no practicaban la agricultura y vivían de la caza y de la recolección de frutas y raíces.
Francisco de Ibarra escribió: 

Está muy poblado de casas de mucha grandeza, altura e fortaleza, de seis a siete sobrados, torreadas o cercadas de fuerte a manera de fuertes para amparo y defensa de los enemigos (...) Tiene grandes y hermosos patios, losados de hermosas, lindas y grandes piedras a manera de jaspe; e piedras de navajas sostenían los grandes y hermosos pilares de gruesa madera, traída de lejos; las paredes bellas enjabelgadas e pintadas de muchos colores, matices e pinturas de su edificio, compuesto a manera de tapias, aunque tejida e revuelta con piedra e piedra más durable e fuerte que la tabla.

Había gruesas e anchas canales del río a los pueblos con que solían llevar agua a sus casas. Tienen grandes y anchas estufas en lo bajo de las casas y edificios para ampara del frío que es allí mucho, porque nieva mucha parte del año e vienen los nortes en extremo fríos de hacia los llanos e de las sierras a donde nieva más de ordinario. Halláronse trazas de metales que los naturales debían de beneficiar e piedras de amolar (...) Hallamos caminos emprendados.
Esta gran casería e congregación de casas no está junta sino dividida en espacio de ocho leguas río abajo (...) Estaban estas casas la mayor parte de ellas caídas, gastadas de las aguas e desbaratadas, porque demostraba cantidad de años que las dejaron y despoblaron sus dueños, aunque había cerca de ellas gente silvestre, rústica y advenediza que dejaban de habitar en casas de tanta grandeza por asistir a morar en bohíos de paja como silvestres animales al sol, aire y frío. Son cazadores, comen todo género de caza e sabandijas silvestres e bellotas; andan desnudos; ellas traen faldellines de cuero de venado adobado, y algunos de las vacas (cíbolos).

## Cerámica en Paquimé
A partir de los años 1970 se inició un movimiento artístico basado en estas ollas de barro, la cerámica de Mata Ortiz. Elaborada originalmente por el artesano de la localidad de Mata Ortiz (nombre de un pueblito vecino a Paquimé) Juan Quezada Celado, y descubierta para el mundo por el antropólogo estadounidense Spencer MacCallum. Habiendo iniciado como réplicas de las vasijas u ollas de Paquimé, esta cerámica ha alcanzado a ser la más grande manifestación de arte en barro en México. Ahora, en muchos museos del mundo, se exhiben estas piezas, iniciando con el Museo de Las Culturas del Norte, dentro del sitio arqueológico de Paquimé, operado por el Instituto Nacional de Antropología e Historia (INAH).

## Nota al margen
Las vacas que cita Francisco de Ibarra son los bisontes.